# Augustin Conq
Pour les articles homonymes, voir Conq.
L’abbé Augustin Conq (Aogust Konk en breton), né le 16 octobre 1874 à Tréouré, près de Plouguin dans le Finistère, et mort le 26 décembre 1952 à Saint-Pol-de-Léon, est un prêtre et poète français d'expression bretonne, connu sous son appellation bretonne de An aotrou Konk (l'Abbé Conq), ou sous son pseudonyme littéraire de Paotr Treoure (le gars de Tréouré).

## Biographie
Il fait ses études à l'école de Saint-Renan puis au collège de Lesneven. Il entre au grand séminaire de Quimper et est ordonné en 1898. Après avoir été vicaire à Saint-Pol-de-Léon, puis recteur à Locquénolé, il est nommé à Plounéour-Trez en 1930.
Il meurt le 26 décembre 1952 à la maison Saint-Joseph, maison de retraite pour prêtres à Saint-Pol-de-Léon. Il est enterré à Plouguin.

## Œuvre
Il a publié des recueils de fables, poèmes et chansons. Il a traduit plusieurs fables de La Fontaine en breton, ainsi Al Louarn besk (« Le renard ayant la queue coupée »).
- Barzaz ha Sonioù evit ar vugale (poésies et chansons pour les enfants), une traduction en breton d'une trentaine de fables de La Fontaines ainsi que sept chants traditionnels et six nouvelles fables[4]
- Barzaz ha Sonioù evit ar vugale hag an dud yaouank (poésies et chansons pour les enfants et les jeunes gens), 1937, Imprimerie de la presse libérale, rue du Château, Brest[5]
- Mojennou ha soniou (fables et chansons)[3], Imprimerie centrale de Bretagne, Rennes[6]

Ses chansons en breton les plus connues sont :
- Hirvoudoù
- Va zi bihan
- Gwir Vretoned
- Breiz-Izel

Elles étaient populaires au début du XXe siècle et le sont encore aujourd'hui.